# Péter Povázsay
Péter Povázsay (Budapest, 27 de julio de 1946-1 de marzo de 2024) fue un deportista húngaro que compitió en piragüismo en la modalidad de aguas tranquilas. 

## Carrera deportiva
Ganó dos medallas en el Campeonato Mundial de Piragüismo de 1975.
Participó en los Juegos Olímpicos de Múnich 1972, donde finalizó quinto en la prueba de C2 1000 m.

## Palmarés internacional
| Campeonato Mundial | Campeonato Mundial    | Campeonato Mundial | Campeonato Mundial |
| Año                | Lugar                 | Medalla            | Evento             |
| ------------------ | --------------------- | ------------------ | ------------------ |
| 1975               | Belgrado (Yugoslavia) | Medalla de bronce  | C2 500 m           |
| 1975               | Belgrado (Yugoslavia) | Medalla de oro     | C2 1000 m          |